# Pippo Pelo
Pippo Pelo, pseudonimo di Cesare Falcone (Salerno, 16 settembre 1966), è un conduttore radiofonico e personaggio televisivo italiano.

## Biografia
Laureato in giurisprudenza, è a Radio Kiss Kiss Network dal 1990. 
Il 17 febbraio 2013 Pippo Pelo è stato insignito, assieme a Francesco Facchinetti, del titolo di "Cavaliere di Gran Croce del Carnevale di Viareggio".

### Attività radiofonica
In passato ha condotto il programma radiofonico Facciamo Candy Candy, oltre ad aver ideato e condotto altri show. 
Nel 2009 Pippo Pelo con Pelo e contropelo vince la "Grolla d'oro" al Premio Saint Vincent per la radio per "La migliore trasmissione del mattino".
Dall'ottobre 2011 al gennaio 2014 ha condotto su Radio Kiss Kiss I corrieri della sera con Francesco Facchinetti. 
Dal 7 gennaio 2014 conduce il Pippo Pelo Show, in onda tutte le mattine sempre su Radio Kiss Kiss.

### Trasmissioni televisive
In televisione ha lavorato per "Cronache marziane" su Italia 1 dove ha condotto la rubrica "Centro di ricerche Marziano". Per Scherzi a parte su Canale 5 è stato protagonista negli scherzi a Giorgia, Toto Cutugno, Michele Placido, Alessia Filippi ed Ezequiel Lavezzi. 
Per Odeon TV ha condotto il programma per ragazzi "Soqquadro". In teatro e al cinema ha lavorato tra gli altri con Vincenzo Salemme e Francesco Paolantoni.
Il 6 marzo del 2011 partecipa in veste di giurato alla finale di Amici di Maria De Filippi, su Canale 5. 
Dal febbraio 2019 partecipa in qualità di opinionista al programma di Rai 1 Vieni da me, condotto da Caterina Balivo.

## Filmografia
- Amore a prima vista, regia di Vincenzo Salemme (1999)
- Parentesi tonde, regia di Michele Lunella (2006)
- Il principe abusivo, regia di Alessandro Siani (2013)
- L'oro di Scampia, regia di Marco Pontecorvo (2013)
- Il giorno più bello del mondo, regia di Alessandro Siani (2019)